# Kreiz Breizh Elites
La Kreiz Breizh Elites és una cursa ciclista per etapes francesa que es disputa a la zona de Kreiz Breizh, al centre de la Bretanya. Creada el 2000, forma part de l'UCI Europa Tour des del 2008, amb una categoria 2.2. Fins al 2007 la cursa fou reservada a ciclistes menors de 23 anys. Des de 2018 hi ha la versió femenina de la prova.

## Palmarès
| Any  | Vencedor              | Segon                 | Tercer             |
| ---- | --------------------- | --------------------- | ------------------ |
| 2000 | Cédric Hervé          | David Lelay           | Sébastien Coué     |
| 2001 | Marc Staelen          | Yoni Beauquis         | Lionel Brignoli    |
| 2002 | Alexandre Naulleau    | Pierre Drancourt      | Benny de Schrooder |
| 2003 | Lloyd Mondory         | Denis Kudashev        | Jérémy Roy         |
| 2004 | Cyrille Monnerais     | Lionel Faure          | David Lample       |
| 2005 | Mathieu Ladagnous     | Benoît Sinner         | Johan Lindgren     |
| 2006 | Sjoerd Botter         | Romain Lebreton       | Yannick Flochlay   |
| 2007 | Kalle Kriit           | Tanel Kangert         | Rein Taaramae      |
| 2008 | Blel Kadri            | Martin Pedersen       | Yannick Marie      |
| 2009 | Antoine Dalibard      | Fabien Patanchon      | Janek Tombak       |
| 2010 | Johan Le Bon          | Vincent Ragot         | Jean-Lou Paiani    |
| 2011 | Laurent Pichon        | Moreno Hofland        | Thomas Vedel Kvist |
| 2012 | André Steensen        | Yoann Paillot         | Alexis Gougeard    |
| 2013 | Nick van der Lijke    | Vegard Stake Laengen  | Nicolas Vereecken  |
| 2014 | Matteo Busato         | Timo Roosen           | Andreas Hofer      |
| 2015 | August Jensen         | Elie Gesbert          | Stéphane Poulhies  |
| 2016 | Jeroen Meijers        | Clement Mary          | Jeremy Bescond     |
| 2017 | Jonas Gregaard Wilsly | Niklas Eg             | Rasmus Guldhammer  |
| 2018 | Damien Touzé          | Connor Swift          | Lennert Teugels    |
| 2019 | Mathijs Paasschens    | Martijn Budding       | Maxime Cam         |
| 2021 | Nick van der Lijke    | Mick van Dijke        | Michel Hessmann    |
| 2022 | Lucas Eriksson        | Jeppe Aaskov Pallesen | Jean-Louis Le Ny   |
| 2023 | Hartthijs de Vries    | Zeb Kyffin            | Florian Dauphin    |
| 2024 | Florian Dauphin       | Baptiste Poulard      | Victor Guernalec   |
| 2025 | Finn Crockett         | Niklas Larsen         | Matyáš Kopecký     |